# Borgmästarvillan

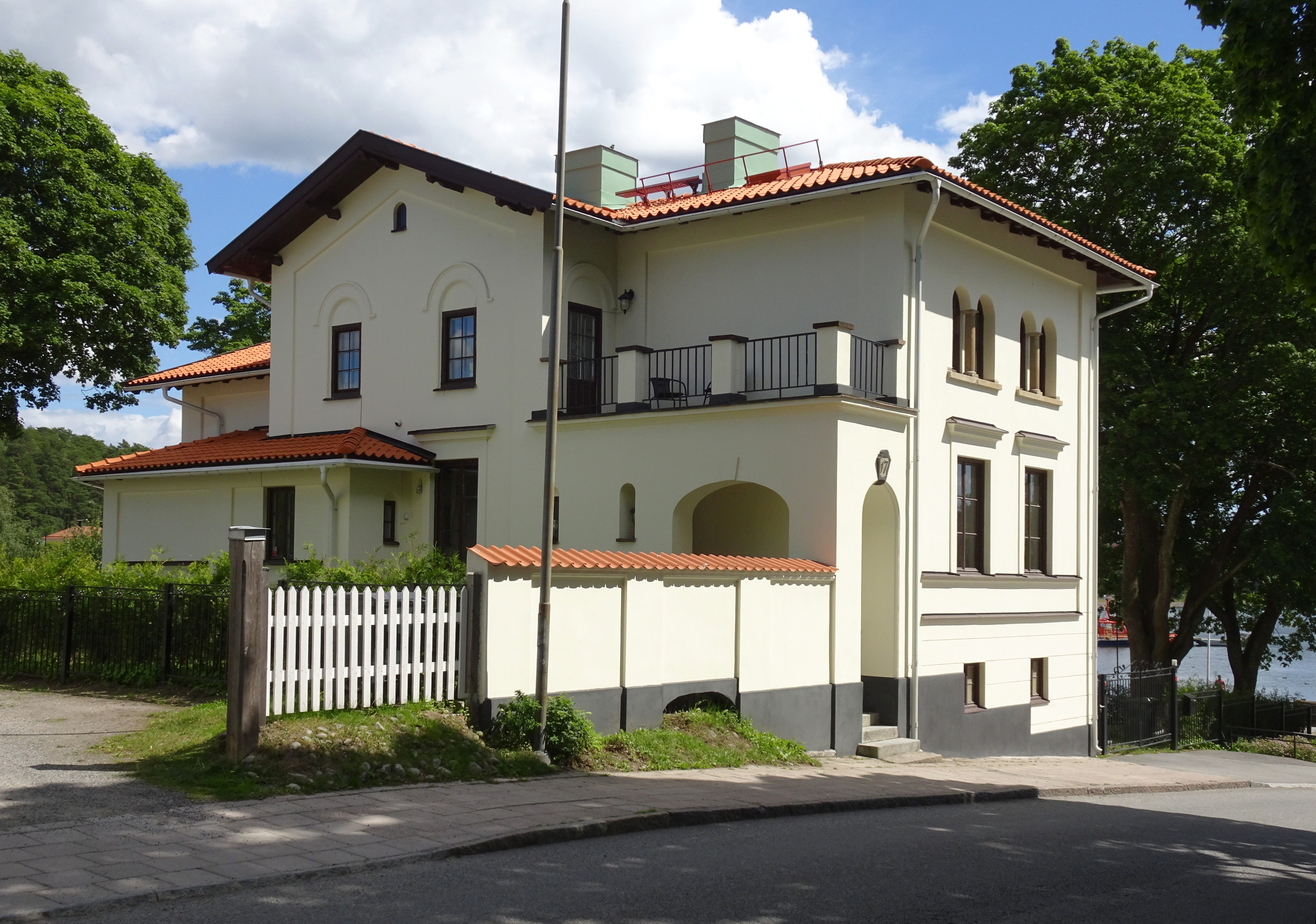
Borgmästarvillan från Saltsjögatan.

Borgmästarvillan (även kallat Huset Ingenting) är en byggnad i kvarteret Vattumannen vid Saltsjögatan 17 i centrala Södertälje. Huset omgestaltades 1922 av Södertäljearkitekten Tore E:son Lindhberg för stadens borgmästare Jakob Pettersson. Enligt kommunen är villans utformning  unik i Södertäjes stadskärna och har ”ett viktigt miljöskapande värde och genom sin funktion som borgmästarbostad under mycket lång tid - ett personhistoriskt värde”. Huset är Q-märkt.

## Historik

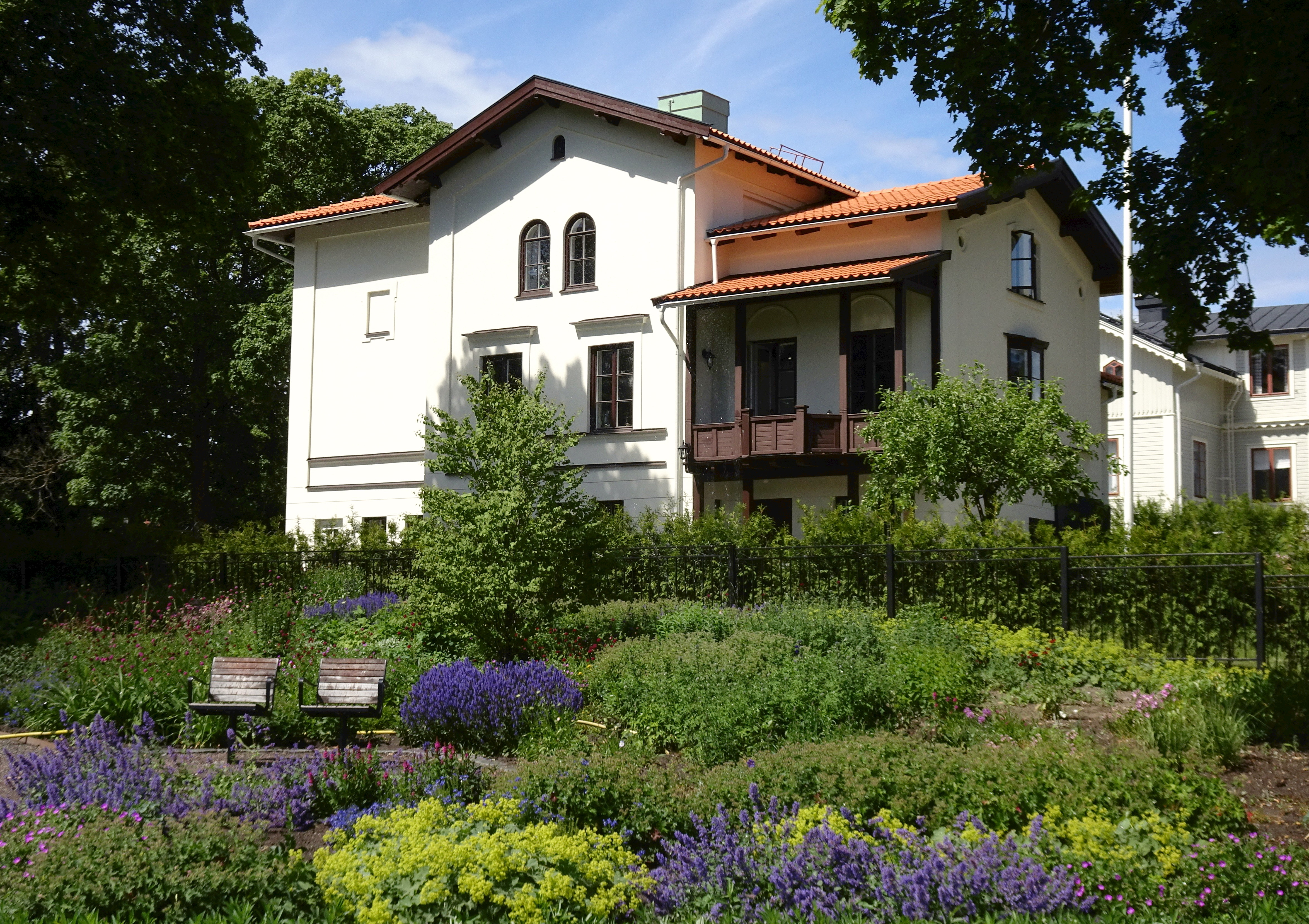
Borgmästarvillan från syd.

Fastigheten Vattumannen 2 ligger på en hörntomt mellan Strandgatan och Saltsjögatan med utsikt över Maren och Stadsparken. På platsen fanns ursprungligen en enkel stenvilla från 1860-talet som ombyggdes till ett mera påkostat utseende på 1880-talet. Byggnaden hade då en längdaxel i nord-sydlig riktning. 1896 förvärvades villan av Jakob Pettersson, samma år som han blev borgmästare i Södertälje. Till en början bodde han här fram till 1907. Under den tiden kallades villan: ”Villa Ingenting”.
År 1918 återköpte han huset och nästa ombyggnad följde. Pettersson anlitade den kände södertäljearkitekten Tore E:son Lindhberg att ta fram ritningar för en total ombyggnad. Resultatet blev en villa med italieninspirerade detaljer och en ändrad längdaxel i väst-östlig riktning. Jakob Petterson bodde där sammanlagd i 59 år. Den sista renoveringen under hans tid ägde rum 1956, då var han 90 år gammal.

## Husets vidare öden
År 2008 förvärvade kommunen genom Telge Fastigheter hela fastigheten och sedan vidare såldes den år 2013. Huset är i privat ägo.